# Mercy (chanson de Duffy)
Pour les articles homonymes, voir Mercy.
Singles de Duffy
Rockferry
(2007) Warwick Avenue
Pistes de Rockferry
Hanging On Too Long
(6) Delayed Devotion
(8)
Mercy est une chanson de Duffy sorti en 2008 pour l'album Rockferry.

## Liste des pistes
| Digital download, 1. "Mercy" CD single, 1. "Mercy" 2. "Tomorrow" (Duffy, Eg White) 7" vinyl single 1. "Mercy" 2. "Save It for Your Prayers" (Duffy, Sacha Skarbek) Australian digital download 1. "Mercy" 2. "Tomorrow" 3. "Oh Boy" 4. "Save It For Your Prayers" | UK B-Side digital download 1. "Tomorrow" 2. "Save It For Your Prayers" Premium CD single 1. "Mercy" 2. "Tomorrow" 3. "Oh Boy" 4. "Save It for Your Prayers" 5. "Mercy" (vidéo) |

## Classements et ventes
| Classement (2008)                   | Meilleure position |
| ----------------------------------- | ------------------ |
| Australian ARIA Singles Chart       | 26                 |
| Ö3 Austria Top 40                   | 1                  |
| Belgian Singles Chart (Flanders)    | 3                  |
| Belgian Singles Chart (Wallonia)    | 5                  |
| Canadian Hot 100                    | 11                 |
| Danish Singles Chart                | 2                  |
| Dutch Top 40                        | 1                  |
| Eurochart Hot 100 Singles           | 1                  |
| Finnish Singles Chart               | 3                  |
| French Singles Chart                | 2                  |
| German Singles Chart                | 1                  |
| Greek IFPI Singles Chart            | 1                  |
| Hungarian Airplay Chart             | 1                  |
| Irish Singles Chart                 | 1                  |
| Italian Singles Chart               | 3                  |
| Japan Hot 100                       | 3                  |
| New Zealand RIANZ Singles Chart     | 4                  |
| Norwegian VG-lista                  | 1                  |
| Romanian Singles Chart              | 4                  |
| Spanish Singles Chart               | 2                  |
| Swedish Singles Chart               | 3                  |
| Swiss Singles Chart                 | 1                  |
| UK Singles Chart,                   | 1                  |
| U.S. Billboard Hot 100              | 27                 |
| U.S. Billboard Pop Songs            | 22                 |
| U.S. Billboard Adult Pop Songs      | 16                 |
| U.S. Billboard Hot Dance Club Songs | 49                 |
| Venezuela Pop Rock (Record Report)  | 1                  |

| Classement (2008)                    | Position |
| ------------------------------------ | -------- |
| Australian ARIA Singles Chart        | 72       |
| French Singles Chart                 | 7        |
| French Airplay Chart                 | 5        |
| French Download Chart>               | 7        |
| German Singles Chart[réf. souhaitée] | 6        |
| Hungarian Airplay                    | 17       |
| Irish Singles Chart                  | 13       |
| New Zealand RIANZ Singles Chart      | 30       |
| Spain (Promusicae)                   | 8        |
| Swedish Singles Chart                | 6        |
| Swiss Singles Chart                  | 3        |
| UK Singles Chart                     | 3        |

| (2000–2009)                          | Position |
| ------------------------------------ | -------- |
| German Singles Chart[réf. souhaitée] | 26       |

| Country             | Position |
| ------------------- | -------- |
| Swiss Singles Chart | 23       |

| Pays             | Organisme  | Certification  |
| ---------------- | ---------- | -------------- |
| Australie        | ARIA       | Platine        |
| Autriche         | IFPI       | Or             |
| Belgique         | IFPI       | Or             |
| Danemark         | IFPI       | Double platine |
| Nouvelle-Zélande | RIANZ      | Or             |
| Espagne          | Promusicae | Triple platine |
| Suisse           | IFPI       | Or             |
| Royaume-Uni      | BPI        | Platine        |
| États-Unis       | RIAA       | Platine        |

## Vidéos musicales
Le clip principal de « Mercy », réalisé par Daniel Wolfe, a été tourné en décembre 2007, montre Duffy debout au sommet d'une plate-forme, interprétant la chanson. Le clip vidéo présente des danseurs de Northern soul dansant sur « Mercy ». La chorégraphie de Natricia Bernard, présente des mouvements complexes incluant l'utilisation du feu. « Mercy » a été nommée pour deux prix aux UK Music Video Awards : « People's Choice Award » et « Best Pop Video ». Le clip est sorti sur l'iTunes Store britannique le 26 janvier 2008, étant la première sortie de la chanson « Mercy ». En réponse à la vidéo, RealMusic a noté que Duffy « se tient vraiment debout sur ces plateformes et chante sans tomber dans [la] vidéo, donc une note maximale pour ça. »

Un deuxième clip vidéo a été réalisé pour le marché américain, réalisé par Adria Petty,. On y voit Duffy se produire en direct sur scène tandis que les gens dansent au rythme de la chanson. La version américaine a reçu une critique positive de Nick Levine de Digital Spy, qui a écrit que « c'est brillant, plein de jeunes et beaux types et arbore fièrement un tambour avec le nom de Duffy imprimé sur sa peau – hé, c'est le succès pour vous. »